# Pogonomyrmex meridionalis
Pogonomyrmex meridionalis är en myrart som beskrevs av Kusnezov 1951. Pogonomyrmex meridionalis ingår i släktet Pogonomyrmex och familjen myror.

## Underarter
Arten delas in i följande underarter:
- P. m. leonis
- P. m. meridionalis